# Spokil
Spokil is een kunsttaal die werd gecreëerd door de Fransman Adolphe Nicolas.

## Geschiedenis
De meest populaire internationale hulptaal was in de jaren tachtig van de 19e eeuw ongetwijfeld het Volapük. Het overweldigende succes van die taal was echter van korte duur: vooral dankzij de rivaliteit met het in 1887 gepubliceerde Esperanto, dat in veel opzichten praktischer en minder gecompliceerd was, raakte de Volapük-beweging spoedig in verval. Velen die oorspronkelijk het Volapük hadden gesteund stapten over naar het Esperantokamp, terwijl anderen zich inspanden om het Volapük zelf te verbeteren of te hervormen. Mede dankzij de starre houding van Johann Martin Schleyer, de auteur van het Volapük, leidden dergelijke pogingen tot vele splitsingen in het Volapükkamp. Als gevolg hiervan zag een aantal zogenaamde "Volapükiden" het licht, waarvan het uit 1902 daterende Idiom Neutral de bekendste is, op de voet gevolgd door het Spokil.
Laatstgenoemde taal was het werk van een Franse scheepsarts uit La Bourboule, Adolphe Charles Antoine Marie Nicolas (1833-?). Nicolas was een voormalige aanhanger van het Volapük en begon in 1890 (sommige bronnen vermelden 1887) aan een eigen taal te werken, die bekend zou worden onder de naam "Spokil". In 1904 publiceerde hij over deze taal een boek, "Spokil. Language internationale. Grammaire, exercise, les deux dictionnaires." Op een conferentie, die ten doel had een nieuwe internationale hulptaal te kiezen en plaatsvond in Parijs in 1907, werd Nicolas uitgenodigd om zijn taal persoonlijk te komen verdedigen; onder de andere talen die op de agenda stonden waren Parla, Bolak (La Langue Bleue), Idiom Neutral en Esperanto. Op dezelfde conferentie werd ook het Ido voor het eerst gepresenteerd. Uiteindelijk zou het Spokil nooit enige noemenswaardige steun genieten en is vandaag de dag volkomen vergeten.
Evenals het Volapük wordt het Spokil meestal gekwalificeerd als een mengvorm tussen a priori-talen en a posteriori-talen (talen die niet respectievelijk wel gebaseerd zijn op materiaal uit bestaande, natuurlijke talen). Sommige auteurs, waaronder Nicolas zelf, zien het echter als een zuivere a priori-taal.

## Voorbeelden
Het Onzevader:
Mael nio, kui vai o les zeal;
Aepseno lezai tio mita.
Veze lezai tio tsaeleda.
Feleno lezai tio bela,
uti o zeal itu o geol.
Demai da ni itu ebilai da gelenelas nio.
E no apidai ni o fismena.
Stu nibai ni le sfail.
De getallen 1-10:
ba, ge, di, vo, mu, fa, te, ki, po, nu.